# العلاقات اللاوسية المالية
العلاقات اللاوسية المالية هي العلاقات الثنائية التي تجمع بين لاوس ومالي.

## مقارنة بين البلدين
هذه مقارنة عامة ومرجعية للدولتين:
| وجه المقارنة                                              | لاوس        | مالي            |
| --------------------------------------------------------- | ----------- | --------------- |
| المساحة (كم2)                                             | 236.80 ألف  | 1.24 مليون      |
| عدد السكان (نسمة)                                         | 6.86 مليون  | 18.54 مليون     |
| الكثافة السكانية (ن./كم²)                                 | 28.97       | 14.95           |
| العاصمة                                                   | فيينتيان    | باماكو          |
| اللغة الرسمية                                             | اللغة اللاو | لغة فرنسية      |
| العملة                                                    | كيب لاوي    | فرنك غرب أفريقي |
| الناتج المحلي الإجمالي (بليون دولار)                      | 16.85 مليار | 15.29 مليار     |
| الناتج المحلي الإجمالي (تعادل القوة الشرائية) بليون دولار | 38.71 مليار | 35.69 مليار     |
| الناتج المحلي الإجمالي الاسمي للفرد دولار أمريكي          | 1.82 ألف    | 724             |
| الناتج المحلي الإجمالي للفرد دولار أمريكي                 |             | 1.60 ألف        |
| مؤشر التنمية البشرية                                      | 0.575       | 0.419           |
| رمز المكالمات الدولي                                      | +856        | +223            |
| رمز الإنترنت                                              | .la         | .ml             |
| المنطقة الزمنية                                           | ت ع م+07:00 | 00              |

## منظمات دولية مشتركة
يشترك البلدان في عضوية مجموعة من المنظمات الدولية، منها:
| علم المنظمة | اسم المنظمة                        | تاريخ انضمام لاوس | تاريخ انضمام مالي |
| ----------- | ---------------------------------- | ----------------- | ----------------- |
|             | منظمة حظر الأسلحة الكيميائية       | ?                 | ?                 |
|             | البنك الدولي للإنشاء والتعمير      | 5 يوليو 1961      | 27 سبتمبر 1963    |
|             | الأمم المتحدة                      | 14 ديسمبر 1955    | 28 سبتمبر 1960    |
|             | منظمة الشرطة الجنائية الدولية      | ?                 | ?                 |
|             | وكالة ضمان الاستثمار متعدد الأطراف | 5 أبريل 2000      | 22 أكتوبر 1992    |
|             | يونسكو                             | 9 يوليو 1951      | 7 نوفمبر 1960     |
|             | مؤسسة التنمية الدولية              | 28 أكتوبر 1963    | 27 سبتمبر 1963    |
|             | مؤسسة التمويل الدولية              | 29 يناير 1992     | 9 مايو 1978       |